# عیسی‌آباد (فارسان)
عیسی‌آباد، مرکز دهستان سراب سفلی از توابع بخش باباحیدر شهرستان فارسان در استان چهارمحال و بختیاری است.

## جمعیت
این روستا در دهستان سراب پایین قرار دارد و براساس سرشماری مرکز آمار ایران در سال ۱۳۸۵، جمعیت آن ۱٬۹۰۷ نفر (۴۳۵خانوار) بوده‌است.